# Kingston (Nouvelle-Zélande)
Pour les articles homonymes, voir Kingston.
Kingston est une ville au sud du lac Wakatipu dans le conseil régional d'Otago dans l'île du Sud, en Nouvelle-Zélande.
La ville est à 47 km au sud de la ville de Queenstown, par une route qui tourne entre les lacs vers l'ouest et la chaîne de montagnes dite « les Remarkables » à l'est. Elle siège à 70 km au nord de Lumsden, fermant les sources du Mataura.
C'est aussi la ville la plus à l'intérieur des terres de Nouvelle-Zélande.
Le chemin de fer historique Kingston Flyer (en) est étroitement lié avec la ville. Il fonctionne sur les 14 kilomètres de la section préservée de l'ancienne branche de Kingston qui fournissait une liaison ferroviaire à Kingston depuis un siècle (ouverte en 1878 et fermée en 1979) après qu'une section située entre Garston et Athol a été balayée par une tempête.

## Histoire
Kingston se nommait initialement St Johns d'après le commissaire de police St John Branigan (en).